# Langlaufen op de Olympische Winterspelen 1964

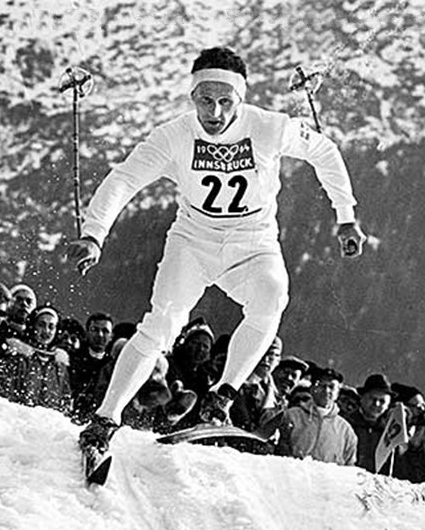
Sixten Jernberg tijdens de Winterspelen van 1964

Langlaufen is een van de sporten die beoefend werden tijdens de Olympische Winterspelen 1964 in Innsbruck.

## Heren

### 15 kilometer
| rang   | sporter(s)         | land | tijd    |
| ------ | ------------------ | ---- | ------- |
| Goud   | Eero Mäntyranta    | FIN  | 50:54.1 |
| Zilver | Harald Grønningen  | NOR  | 51:34.8 |
| Brons  | Sixten Jernberg    | SWE  | 51:42.2 |
| 4      | Väinö Huhtala      | FIN  | 51:45.4 |
| 5      | Janne Stefansson   | SWE  | 51:46.4 |
| 6      | Pavel Koltsjin     | URS  | 51:52.0 |
| 7      | Igor Vorontsjisjin | URS  | 51:53.9 |
| 8      | Magnar Lundemo     | NOR  | 51:55.2 |

### 30 kilometer
| rang   | sporter(s)         | land | tijd      |
| ------ | ------------------ | ---- | --------- |
| Goud   | Eero Mäntyranta    | FIN  | 1:30:50.7 |
| Zilver | Harald Grønningen  | NOR  | 1:32:02.3 |
| Brons  | Igor Vorontsjisjin | URS  | 1:32:15.8 |
| 4      | Janne Stefansson   | SWE  | 1:32:34.8 |
| 5      | Sixten Jernberg    | SWE  | 1:32:39.6 |
| 6      | Kalevi Laurila     | FIN  | 1:32:41.4 |
| 7      | Assar Rönnlund     | SWE  | 1:32:43.6 |
| 8      | Einar Østby        | NOR  | 1:32:54.6 |

### 50 kilometer
| rang   | sporter(s)        | land | tijd      |
| ------ | ----------------- | ---- | --------- |
| Goud   | Sixten Jernberg   | SWE  | 2:43:52.6 |
| Zilver | Assar Rönnlund    | SWE  | 2:44:58.2 |
| Brons  | Arto Tiainen      | FIN  | 2:45:30.4 |
| 4      | Janne Stefansson  | SWE  | 2:45:36.6 |
| 5      | Sverre Steinsheim | NOR  | 2:45:47.2 |
| 6      | Harald Grønningen | NOR  | 2:47:03.6 |
| 7      | Einar Østby       | NOR  | 2:47:20.6 |
| 8      | Ole Ellefsæter    | NOR  | 2:47:45.8 |

### 4 x 10 kilometer Estafette
| rang   | sporter(s)                                                         | land | tijd      |
| ------ | ------------------------------------------------------------------ | ---- | --------- |
| Goud   | Karl-Ake Asph Sixten Jernberg Janne Stefansson Assar Rönnlund      | SWE  | 2:18:34.6 |
| Zilver | Väinö Huhtala Arto Tiainen Kalevi Laurila Eero Mäntyranta          | FIN  | 2:18:42.4 |
| Brons  | Ivan Oetrobin Gennadij Vaganov Igor Vorontsjisjin Pavel Koltsjin   | URS  | 2:18:46.9 |
| 4      | Magnar Lundemo Erling Steineidet Einar Østby Harald Grønningen     | NOR  | 2:19:11.9 |
| 5      | Giuseppe Steiner Marcello De Dorigo Giulio De Florian Franco Nones | ITA  | 2:21:16.8 |
| 6      | Victor Arbez Felix Mathieu Roger Pires Paul Romand                 | FRA  | 2:26:31.4 |
| 7      | Heinz Seidel Helmut Weidlich Enno Röder Walter Demel               | EUA  | 2:26:34.4 |
| 8      | Józef Gut Misiaga Tadeusz Jankowski Edward Budny Józef Rysula      | POL  | 2:27:27.0 |

## Dames

### 5 kilometer
| rang   | sporter(s)          | land | tijd    |
| ------ | ------------------- | ---- | ------- |
| Goud   | Klavdija Bojarskich | URS  | 17:50.2 |
| Zilver | Mirja Lehtonen      | FIN  | 17:52.9 |
| Brons  | Alevtina Koltsjina  | URS  | 18:08.4 |
| 4      | Jevdokija Meksjilo  | URS  | 18:16.7 |
| 5      | Toini Pöysti        | FIN  | 18:25.5 |
| 6      | Toini Gustaffson    | SWE  | 18:25.7 |
| 7      | Barbro Martinsson   | SWE  | 18:26.4 |
| 8      | Eeva Ruoppa         | FIN  | 18:29.8 |

### 10 kilometer
| rang   | sporter(s)          | land | tijd    |
| ------ | ------------------- | ---- | ------- |
| Goud   | Klavdija Bojarskich | URS  | 40:24.3 |
| Zilver | Jevdokija Meksjilo  | URS  | 40:26.6 |
| Brons  | Maria Goesakova     | URS  | 40:46.6 |
| 4      | Britt Strandberg    | SWE  | 40:54.0 |
| 5      | Toini Pöysti        | FIN  | 41:17.4 |
| 6      | Senja Pusula        | FIN  | 41:17.8 |
| 7      | Alevtina Koltsjina  | URS  | 41:26.2 |
| 8      | Toini Gustafsson    | SWE  | 41:41.1 |

### 3 x 5 kilometer Estafette
| rang   | sporter(s)                                                | land | tijd      |
| ------ | --------------------------------------------------------- | ---- | --------- |
| Goud   | Alevtina Koltsjina Jevdokija Meksjilo Klavdija Bojarskich | URS  | 59:20.2   |
| Zilver | Barbro Martinsson Britt Strandberg Toini Gustafsson       | SWE  | 1:01:27.0 |
| Brons  | Senja Pusula Toini Pöysti Mirja Lehtonen                  | FIN  | 1:02:45.1 |
| 4      | Christine Nestler Rita Czech-Blasl Renate Dannhauer       | EUA  | 1:04:29.9 |
| 5      | Rosa Dimova Nadezjda Vassiljeva Krastana Stoeva           | BUL  | 1:06:40.4 |
| 6      | Jarmila Škodová Eva Břizová Eva Paulusová                 | TCH  | 1:08:42.8 |
| 7      | Teresa Trzebunia Czesława Stopka Stefania Biegun          | POL  | 1:08:55.4 |
| 8      | Éva Balázs Mária Tarnai Ferencné Hemrik                   | HUN  | 1:10:16.3 |

## Medaillespiegel
| rang | land        | goud | zilver | brons | totaal |
| ---- | ----------- | ---- | ------ | ----- | ------ |
| 1    | Sovjet-Unie | 3    | 1      | 4     | 8      |
| 2    | Finland     | 2    | 2      | 2     | 6      |
| 3    | Zweden      | 2    | 2      | 1     | 5      |
| 4    | Noorwegen   | 0    | 2      | 0     | 2      |
|      |             | 7    | 7      | 7     | 21     |